# Retablo de las Candelas (Catedral de Orense)
El retablo de las Candelas es una obra realizada por Alonso de Freiría en 1645. Está ubicado en la Catedral de Orense (Galicia, España).

## Historia

### Deambulatorio
La construcción del deambulatorio de la seo, en cuyo extremo nororiental se encuentra la capilla que acoge el retablo, supuso la modificación del triple ábside original del testero, obra imprescindible para la yuxtaposición de esta área del templo. El principal cometido de dicha labor fue la instalación de una serie de capillas así como de ventanales en la sección superior para dotar de iluminación a la girola, todo ello acorde a la traza de Simón de Monesterio, cuya muerte en 1624 supuso la paralización de las obras, las cuales serían retomadas en 1626 por los maestros Alonso Rodríguez, Gonzalo Baquero, Juan de Solaeza y Andrés Lorenzo, concluyendo entre 1630 y 1633 con Pedro Gómez de la Sierra y Rodrigo de la Hoz.: 43  Esta labor, además de variar por completo la primitiva planta de la catedral y de provocar la total e irreparable destrucción de la antigua cabecera (pérdida lamentada por Manuel Sánchez Arteaga), no buscó armonizar la arquitectura manierista con la románica original de los siglos xii y xiii.: 101  Inicialmente estaba proyectada la construcción en esta parte de un pequeño recinto circunvalado, destinado a atrio o claustro, que se iba a extender un poco más allá de la cabecera; este espacio recibía el nombre del santo patrón de la seo, San Martín, y en él fueron sepultados numerosos prebendados, varios de los cuales contaban con monumentos o sarcófagos, albergando el resto simples lápidas con inscripciones.: 102 
En el cabildo celebrado el 15 de junio de 1615 se acordó la construcción del deambulatorio, disponiéndose cédulas en todas las partes donde hubiese oficiales con el fin de que fuesen convocados para ajustar la obra. El 18 de mayo de 1618, ante el escribano Gregorio López de Cárdenas, se otorgó la escritura de contrato entre el cabildo y Monesterio, fijándose el precio en 7400 ducados. Las obras comenzaron en 1620, año en que fueron demolidas las capillas absidales menores, dedicadas la del norte a los santos Facundo y Primitivo (anteriormente al papa San Eleuterio) y la del sur a Santa Eufemia, la cual fungía como parroquia y fue en consecuencia trasladada a la Capilla de San Juan, si bien las reliquias de la mártir permanecieron en el sarcófago original, situado en el paramento exterior sur de la capilla mayor, frente a la sacristía, mientras que las reliquias de los santos Facundo y Primitivo se dejaron en los lucillos correspondientes: uno en lo alto del muro situado junto a la puerta lateral norte de la capilla mayor y el otro en el paramento exterior sur de la Capilla del Santo Cristo (los restos de los tres mártires serían trasladados el 23 de junio de 1720 a su emplazamiento actual por disposición del obispo Juan Muñoz de la Cueva).: 102  Cinco de las siete capillas de la girola fueron levantadas siguiendo un mismo diseño, motivo por el que arquitectónicamente son idénticas y tan solo se diferencian en la decoración; las otras dos, ubicadas en los extremos y dedicadas respectivamente a San José (antes a la Anunciación) y a San Antonio, constituyen realmente arcosolios, motivo por el que son diferentes de las cinco capillas restantes además de poseer unas dimensiones mucho menores.

### Capilla
En cuanto a la capilla que cobija el retablo, denominada Capilla de Santa Isabel, Capilla de la Visitación y Capilla del Arrojo, esta fue enajenada en 1643 por el cabildo a Antonio de Arrojo Bolaño y Valcárcel, regidor y vecino de Orense, «con las sepulturas y territorio que se halla dentro y delante de ella, desde el medio pilar de dicha capilla hasta el otro medio, con su sacristía, por precio de setecientos ducados»,: 122  bajo  la condición de instalar unas rejas de hierro, un retablo y un frontal, además del deber de retejarla y aderezarla. Estas obligaciones recaían no solo en Valcárcel sino también en sus sucesores, quienes debían dotar a la capilla de todo lo imprescindible «siempre que lo necesite», ofreciendo Valcárcel ochenta ducados adicionales por razón de la oblata:: 129 

[...] y por razón de la oblata ofreció ochenta ducados más y que los capellanes que fuesen de ella habían de tener la obligación de asistir a las procesiones de letanías de todas las capas y a las demás que salen fuera de la Iglesia [...].: 122 

La familia Arrojo, oriunda de La Barra (Coles), vivía en un pazo situado en Villanueva. El motivo de adquirir una capilla funeraria en la seo orensana consta en un testamento de 1603 contenido en el protocolo de Gregorio Rodríguez, en virtud del cual Rodrigo de Arrojo Bolaño y Valcárcel, dignidad de maestrescuela en la catedral, ordena fundar y edificar una capilla en el Huerto de los Naranjos, terreno de su propiedad, cuya construcción se pospuso. No sería hasta 1642 cuando Antonio de Arrojo insiste al cabildo en la fundación de dicha capilla, lo que llevaría a los capitulares a acordar que «a don Antonio se le de una de las capillas que están detrás del altar mayor, la que eligiere, y que en lugar de los treinta ducados de paga a la Fábrica, hayan de ser treinta y cinco, que son setecientos ducados de principal [...] y que el sitio de los Naranjos quede para la Iglesia [...] y que se haga escritura con las condiciones y seguridad necesaria». Una vez comprada la capilla, la misma sería puesta bajo la advocación de Nuestra Señora de la Concepción y todos los miembros de la familia Arrojo sepultados en ella, tal y como figura en el testamento del hermano de Antonio, Andrés de Arrojo, fechado en 1654 y contenido en el protocolo de Juan Pacheco:: 122 

[...] sea sepultado en la parte donde pareciere a mis cumplidores que es en la capilla de Nuestra Señora de la Concepción, en la Catedral de esta ciudad, como lo tengo tratado con el Señor Don Antonio de Arrojo, mi hermano [...].: 122 

Cabe destacar que la reja actual, de escaso valor, fue colocada dos siglos después, en 1842, tal y como consta en el acta capitular del 28 de septiembre de ese año: en dicha acta se consignó que habiendo desmantelado el ayuntamiento el cementerio anexo a la cara norte de la Iglesia de Santa María Madre con el fin de destinarlo al levantamiento de la actual plaza de la Magdalena, la corporación municipal deshizo también el atrio, compuesto por tres tramos abalaustrados con rejas de hierro que la iglesia poseía rumbo a la plaza mayor, lugar donde se construyó la escalinata que hoy conduce al templo. Esta reja sería destinada por el cabildo a la Capilla de la Resurrección, elaborándose a su vez una nueva para la Capilla de Santa Isabel, obra de Gabriel Pérez; esta costó 1948 reales y 22 maravedíes, suponiendo la instalación de ambas, junto con los zócalos, pinturas, etc., un desembolso de 1366 reales.: 49 : 126–127  Respecto al retablo, hay constancia en el protocolo de Antonio de Novoa de que fue elaborado en 1645 por el esamblador Alonso de Freiría, quien debió ajustarse a las trazas del platero orensano Isidro de Montanos, cobrando por este trabajo la suma de 300 reales.: 49 : 122 

## Descripción

### Retablo

#### Arquitectura

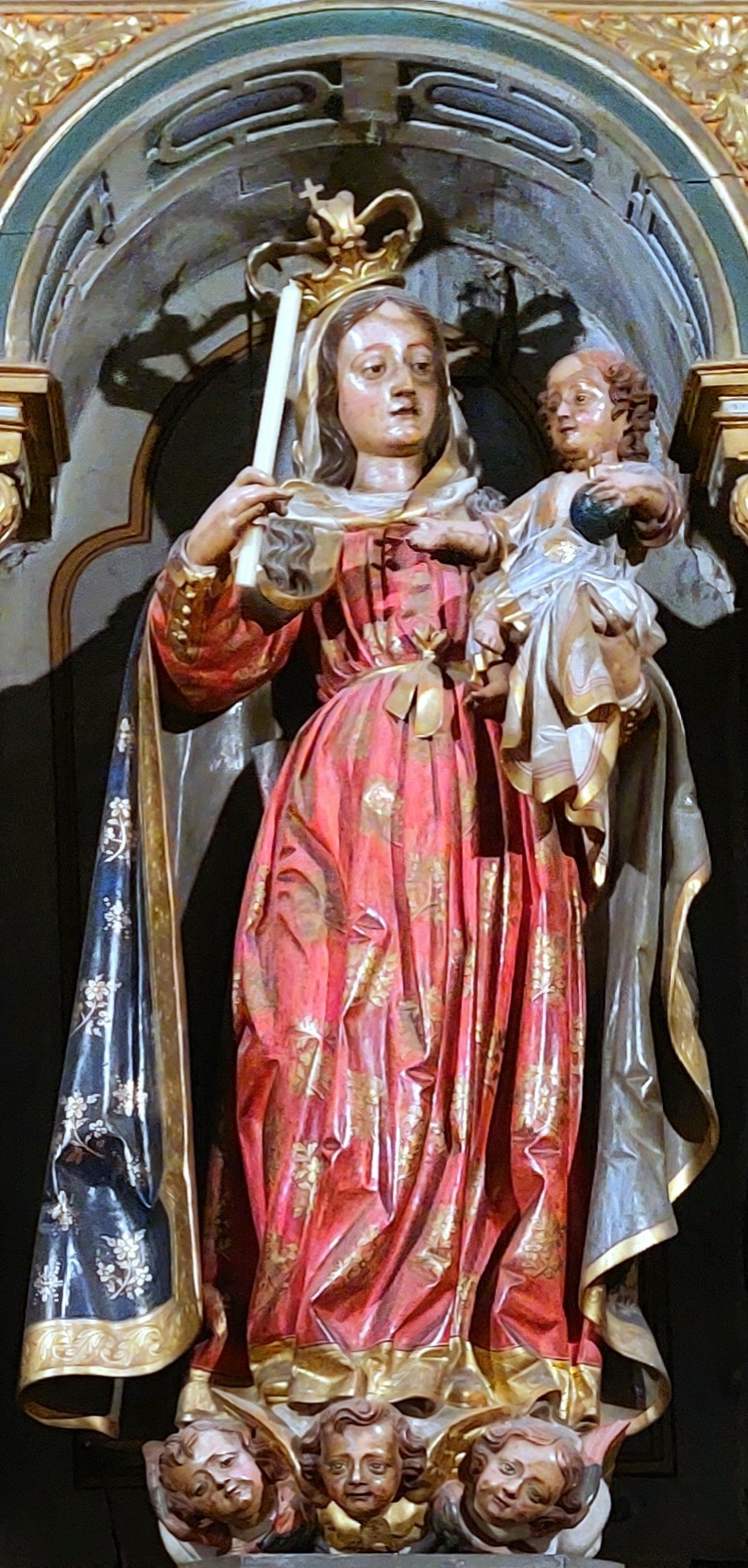
Talla de la Virgen de las Candelas.

La estructura, altamente influenciada por el retablo de la Virgen de las Nieves, sito también en la catedral y facturado en 1592 por Juan de Angés el Mozo,: 122  se compone de un cuerpo con tres calles, banco y ático. El nicho central, de medio punto, está enmarcado por dos pares de columnas coronadas por capiteles de orden compuesto y decoradas con relieves en el tercio inferior los cuales exhiben cuarterones y faunos sosteniendo cestas de frutas, mostrando el resto fuste estriado en diagonal. Las hornacinas de las calles laterales, de forma rectangular, lucen sobre ellas frontones partidos clásicos rematados por un óvalo dorado en bajo relieve, mientras que a un lado se halla un pilar idéntico a los que flanquean la hornacina central, coronada esta por un voluminoso frontón curvo. Este frontón se apoya en una prominente cornisa escalonada la cual descansa en la calle central sobre discretas ménsulas (de rocalla las de los extremos), apoyándose los tramos de las calles laterales en pequeñas peanas con forma de trapecio invertido. El ático muestra un Calvario posiblemente realizado por el poco conocido escultor Juan de Acosta (de no muy esmerada factura por ir destinado a un lugar situado lejos de la vista del público) flanqueado por pilastras y columnillas, estas últimas similares a las presentes en el cuerpo del retablo, si bien el tercio superior posee fuste estriado en vertical. Rematado con una cornisa escalonada sobre la que se ubica un frontón partido curvo rematado por volutas en el interior, a ambos lados de la escena se disponen discretos aletones rematados también en los extremos por volutas. El banco, decorado con vistosas ménsulas de rocalla y con el símbolo del avemaría en el centro, bajo la imagen titular, presenta una importante mutilación en el extremo derecho, con toda seguridad efectuada con el fin de adaptar el retablo al espacio en el que se encuentra puesto que en la zona donde se halla la sección faltante se ubica una puerta que conduce a la sacristía de la Capilla del Santo Cristo. Bajo el retablo, sin formar parte del mismo, destaca un altar pétreo con superficie de madera decorado en los extremos del frontal con ménsulas.

#### Imaginería
Respecto a la imaginería, la hornacina principal se encuentra presidida por una talla barroca del siglo xvii realizada en madera policromada de la Virgen de las Candelas. Esta imagen, ataviada con una túnica roja y una capa azul, ambas con estampación dorada, luce corona, un cirio en la mano derecha y al Niño Jesús en la mano izquierda, apoyándose en una peana decorada con las cabezas de tres serafines (destaca el hecho de que esta es la única imagen dedicada a la Virgen de las Candelas en toda la ciudad junto con la talla venerada en la Iglesia de San Pedro). A ambos lados de la hornacina central se encuentran dos tallas anónimas fechadas en el primer cuarto del siglo xviii realizadas también en madera policromada, siendo la de la izquierda San Ramón Nonato, caracterizado por portar una custodia y una palma circundada por tres coronas, y la de la derecha San Rafael, la cual se apoya con el brazo derecho en un bastón de peregrino del que cuelga una diminuta calabaza a modo de cantimplora al tiempo que con la mano izquierda sujeta un pez,: 49  todo lo cual responde a la iconografía de pescador, guardando similitudes con la talla homónima presente en el retablo mayor del Monasterio de San Martín Pinario ya que en ambas el arcángel es representado joven, imberbe, vestido con túnica larga, calzado con sandalias, alado y señalando al cielo.: 190  Por su ejecución y datación, las tallas de San Ramón Nonato y San Rafael podrían ser obra de Francisco de Castro Canseco,: 122  quien en el primer cuarto del siglo xviii llevó a cabo varios trabajos para la catedral, como los retablos colaterales de la capilla mayor, el de la Resurrección, el de San Miguel y el de San Sebastián y San Roque.
En 1993, José Hervella Vázquez, Ramón Yzquierdo Perrín y Miguel Ángel González García,: 122  al igual que ya hicieran José Carlos Fernández Otero, José González Paz y el propio González García en 1983,: 195  identificaron la imagen titular como la Virgen del Rosario puesto que en aquel entonces la talla portaba un rosario en vez del cirio que sujeta en la actualidad; este hecho llevó a los autores al reconocimiento en el retablo de un programa iconográfico de corte contrarreformista consistente en que quienes creen en la muerte de Cristo (Calvario) lograrán salud material y espiritual así como un firme y seguro caminar a lo largo de su vida gracias a la intercesión de la salvadora del mundo (Virgen del Rosario) y de los santos protectores (San Ramón Nonato, patrono de las embarazadas y parturientas, y San Rafael, santo protector de los viajeros).: 122 

### Capilla
En lo que respecta a los demás elementos de la capilla, de medio punto con bóveda de casetones policromados, en el muro izquierdo se halla un cuadro de la Divina Misericordia con el lema «JESUS, EN TI CONFIO», obra de Maricarmen Mouronte en 2006, mientras que en el muro de la derecha se encuentra una tabla de madera del coro catedralicio con un relieve de San Pelayo, quien figura representado como un hombre joven en vez de como un niño, como suele ser habitual.: 49  Esta capilla, a diferencia de las del resto del deambulatorio, presenta la particularidad de ser la única que posee dos puertas: una en la pared de la derecha, la cual conduce a su propia sacristía; y otra en la pared frontal, a la derecha del retablo, la cual lleva directamente a través de un habitáculo al trasaltar de la Capilla del Santo Cristo, siendo en realidad la sacristía de esta última, zona restringida al público frecuentemente utilizada por el personal autorizado de la catedral, motivo por el que la Capilla de Santa Isabel se encuentra abierta y accesible a los visitantes ya que la misma es empleada como zona de paso.

## Galería de imágenes

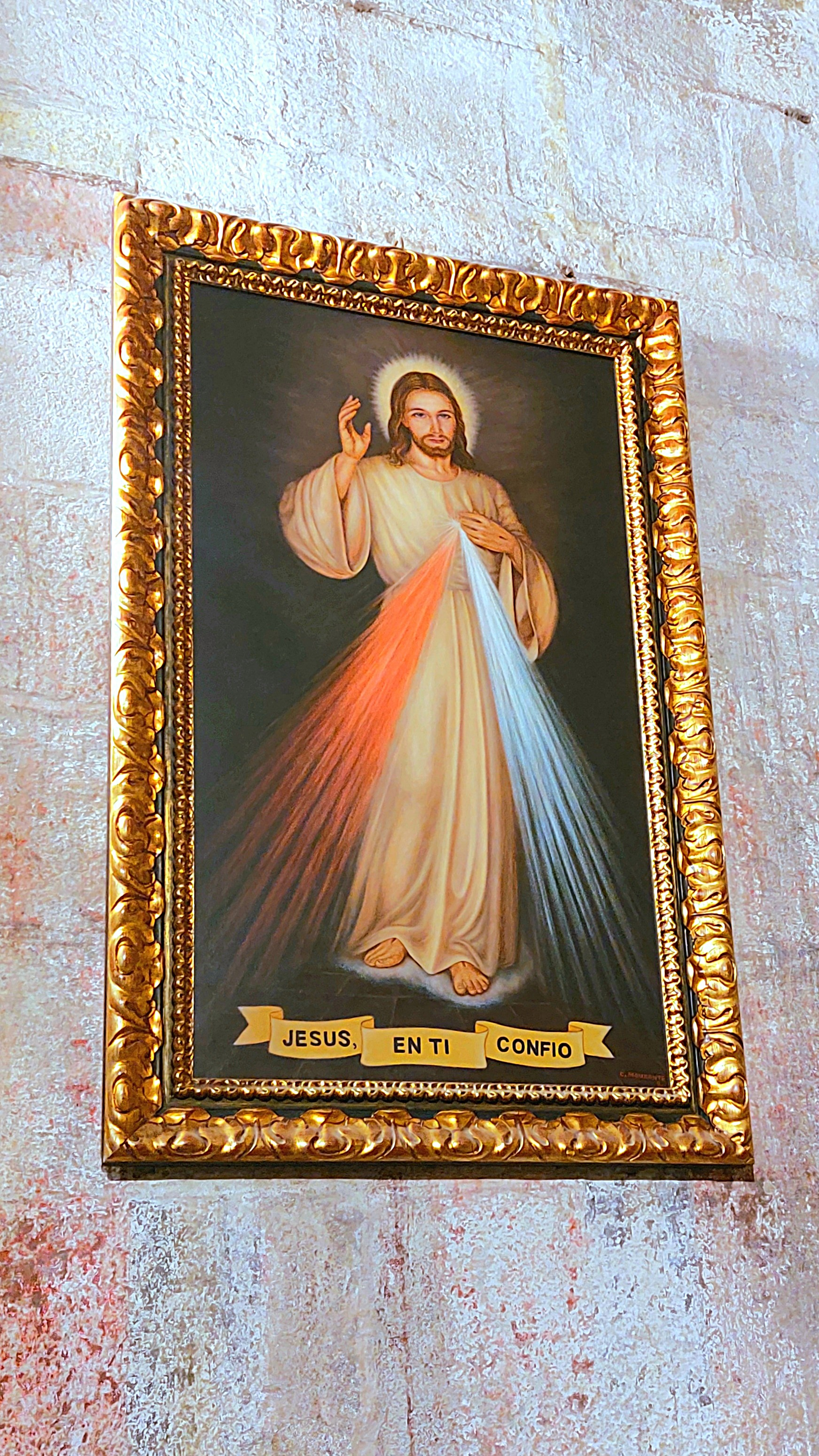
Cuadro de la Divina Misericordia.
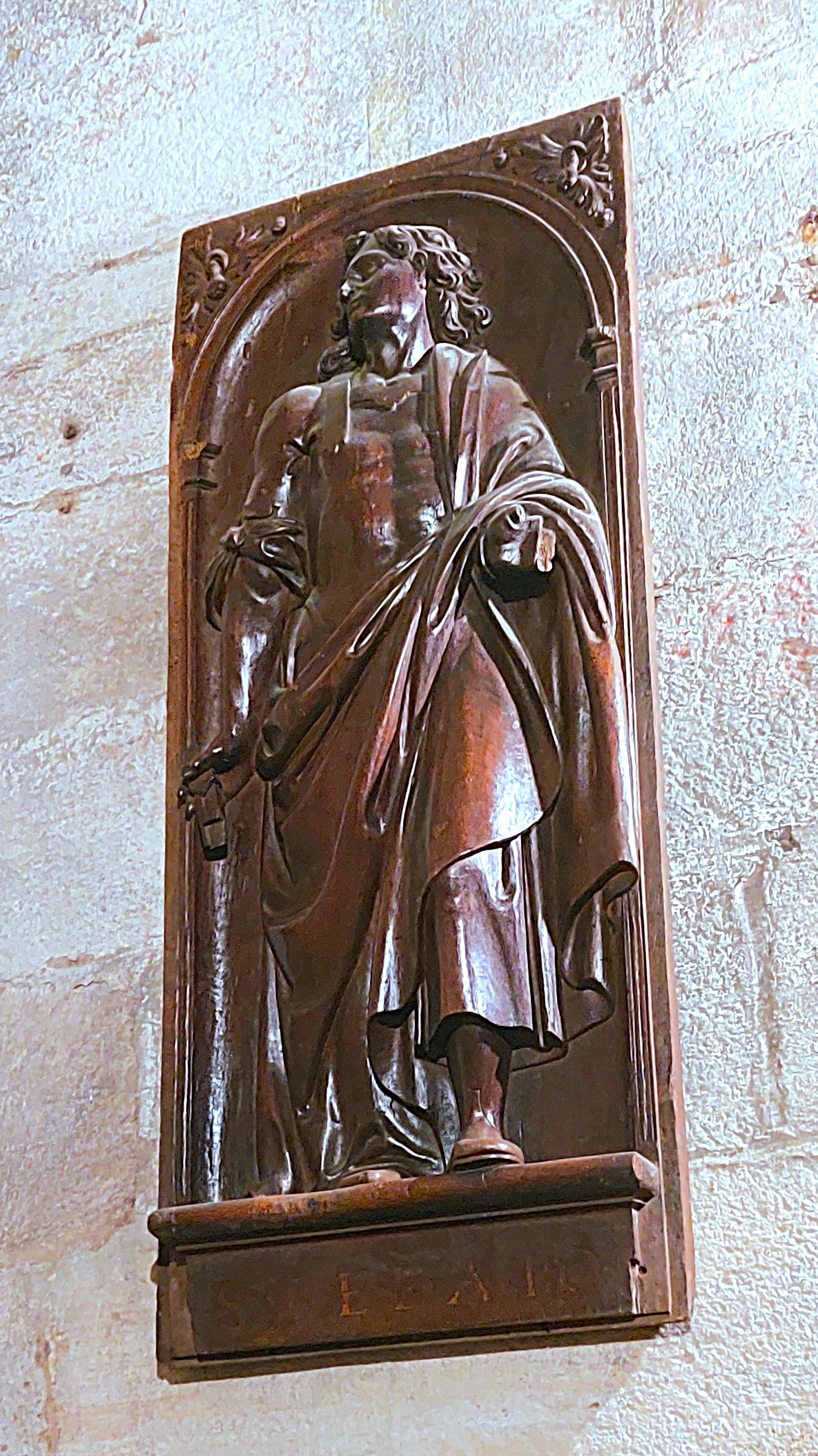
Relieve de San Pelayo.
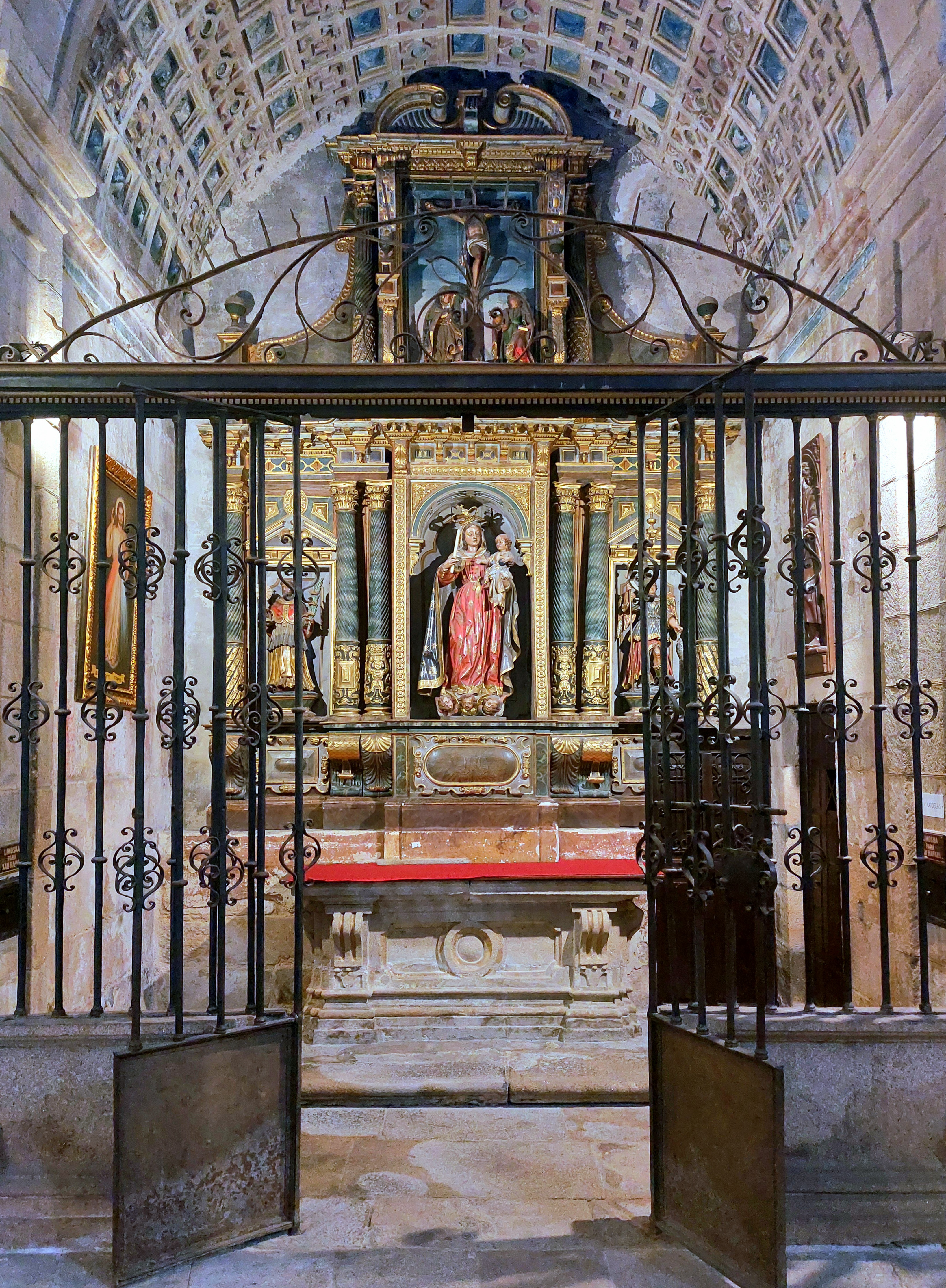
Capilla de Santa Isabel.